# 漫畫世界
漫畫世界可以指： 
- Comic World：在日本、香港、台灣、韓國等地舉辦的同人誌即賣會。
- 漫畫世界 (商店)：香港的租借漫畫店。